# Євсєєнков Олександр Анатолійович
Олександр Анатолійович Євсєєнков (рос. Александр Анатольевич Евсеенков; 2 жовтня 1985, м. Малаховка, СРСР) — російський хокеїст, захисник. Виступає за «Торпедо» (Нижній Новгород) у Континентальній хокейній лізі. 
Вихованець хокейної школи ЦСКА (Москва). Виступав за ЦСКА-2 (Москва), ХК «Дмитров», «Торос» (Нефтекамськ).